# Klaus Peschel
Klaus Peschel (* 19. März 1941; † 18. Oktober 2019) war ein deutscher Fußballschiedsrichter.

## Karriere
Ab 1959 spielte er im Nachwuchs von Dynamo Dresden. 
Nach seiner Rückkehr von Dynamo Gera spielte er 1962–1964 noch einmal für Dynamo Dresden, kam jedoch nur in der zweiten Mannschaft zum Einsatz. 
Bereits 1957 hatte er seine Schiedsrichterprüfung abgelegt. Zwischen 1974 und 1991 leitete er im Auftrag des DFV in der DDR-Oberliga, der höchsten Spielklasse der DDR, 180 Begegnungen und fungierte bei 250 Einsätzen als Linienrichter. 1986 leitete er das FDGB-Pokal-Endspiel zwischen dem 1. FC Union Berlin und dem 1. FC Lokomotive Leipzig (1:5) im Berliner Stadion der Weltjugend vor 50.000 Zuschauern.
Zwischen 1980 und 1990 stand er auf der FIFA-Schiedsrichterliste und brachte es auf 80 Einsätze, davon 13 A-Länderspiele und 40 Europacup-Begegnungen. An den EM-Endrunden 1984 in Frankreich und 1988 in der Bundesrepublik nahm er jeweils als Linienrichter teil. Zum Abschluss seiner internationalen Karriere wegen Erreichens der Altersgrenze leitete er als Schiedsrichter am 28. März 1990 im Londoner Wembley-Stadion das Länderspiel zwischen England und Brasilien (1:0). 
Am 22. Mai 1991 war er bei einem seiner letzten Spiele als Schiedsrichter in der Begegnung der NOFV-Oberliga (Süd) zwischen dem FSV Zwickau und dem FC Wismut Aue angesetzt, welche Peschel beim Stand von 1:4 in der 66. Minute wegen schwerster Zuschauerausschreitungen abbrechen musste.
Klaus Peschel war zuletzt als Schiedsrichterbeobachter im Bereich des Nordostdeutschen Fußballverbandes tätig.

## Dichtung und Wahrheit
In vielen Quellen wird ihm heute ein Einsatz in der DDR-Oberliga für den SC Einheit Dresden (am 3. April 1960 in Zwickau) angedichtet. Tatsächlich kommt dieser Einsatz auf das Konto des von Stahl Freital gekommenen, damals 23-jährigen Kurt Peschel, der damals in der zweiten Mannschaft des SC Einheit Dresden spielte.